# Naphthalin-1,5-disulfonsäure
Naphthalin-1,5-disulfonsäure ist eine chemische Verbindung aus der Gruppe der Naphthalinsulfonsäuren. Die Verbindung ist auch unter der Bezeichnung Armstrongsäure nach dem britischen Chemiker Henry Edward Armstrong bekannt.

## Gewinnung und Darstellung
Naphthalin-1,5-disulfonsäure kann durch Reaktion von Naphthalin oder Naphthalin-1-sulfonsäure mit rauchender Schwefelsäure bei unter 25 °C gewonnen werden. Bei der Reaktion entsteht auch Naphthalin-1,6-disulfonsäure, Naphthalin-1,3,6-trisulfonsäure und Naphthalin-1,3,7-trisulfonsäure. Sie kann auch durch Umsetzung von Naphthalin mit Schwefeltrioxid in Schwefelsäure bei niederen Temperaturen gewonnen werden.

## Eigenschaften
Naphthalin-1,5-disulfonsäure ist als Tetrahydrat ein weißer geruchloser Feststoff, der löslich in Wasser ist.

## Verwendung
Naphthalin-1,5-disulfonsäure wird als Zwischenprodukt zur Herstellung von Farbstoffen verwendet. Dabei werden Diazoniumsalze mit Naphthalin-1,5-disulfonat als Gegenanion stabilisiert, so dass man sie isolieren, trocknen und lagern kann. Die stabilisierten Diazoniumsalze werden als sogenannte Echtsalze bei Entwicklungsfarbstoffen eingesetzt. Beispiel: Echtrot-Salz TR (C.I. Azoic Diazo Component 11)